# Santiago de Talamanca
Santiago de Talamanca fue una población de la Provincia de Costa Rica, fundada en 1605 por el conquistador Diego de Sojo y Peñaranda, en la margen sur del río Sixaola, en territorios hoy pertenecientes a la República de Panamá. Recibió ese nombre en recuerdo de la villa de Talamanca de Jarama, en las vecindades de Madrid, de donde era oriundo Sojo y Peñaranda. Su nombre deriva quizá de una voz prerromana, de "tal", altura.
Su jurisdicción se extendía desde el río Sixaola hasta la isla Escudo de Veraguas y la cordillera de Talamanca. Tuvo un cierto desarrollo gracias al intercambio comercial con el puerto panameño de Portobelo, y en 1610 fue convertida en cabecera de la nueva provincia del Duy y Mexicanos, cuyo gobernador fue el Adelantado de Costa Rica Gonzalo Vázquez de Coronado y Arias Dávila. Sin embargo, una rebelión indígena al mando del rey cabécar Guaycorá, ocasionada por los abusos de Sojo y Peñaranda, provocó su destrucción ese mismo año.